# Himmelfahrtskirche (Lukaschiwka)

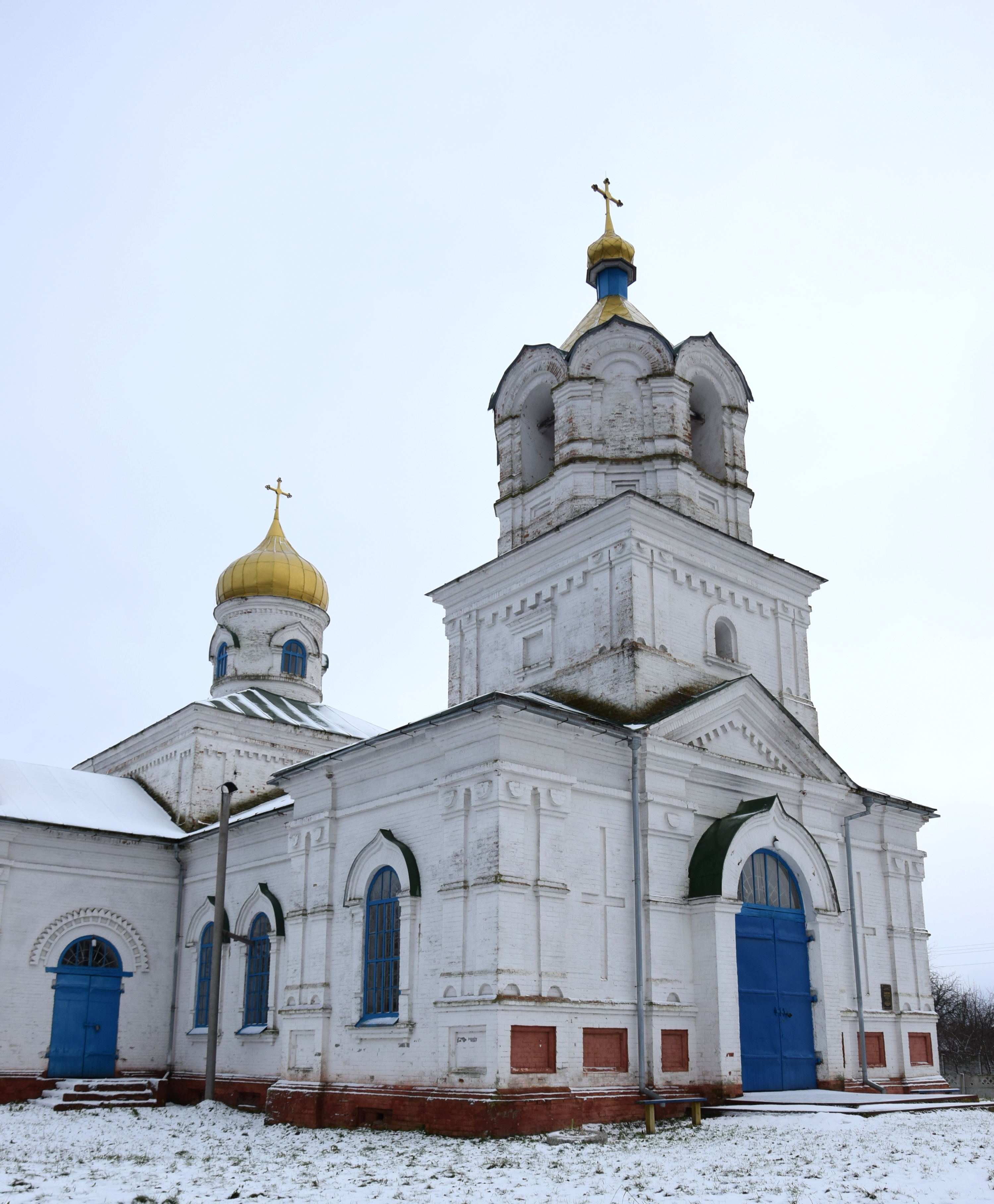
Himmelfahrtskirche Lukaschiwka (2017)

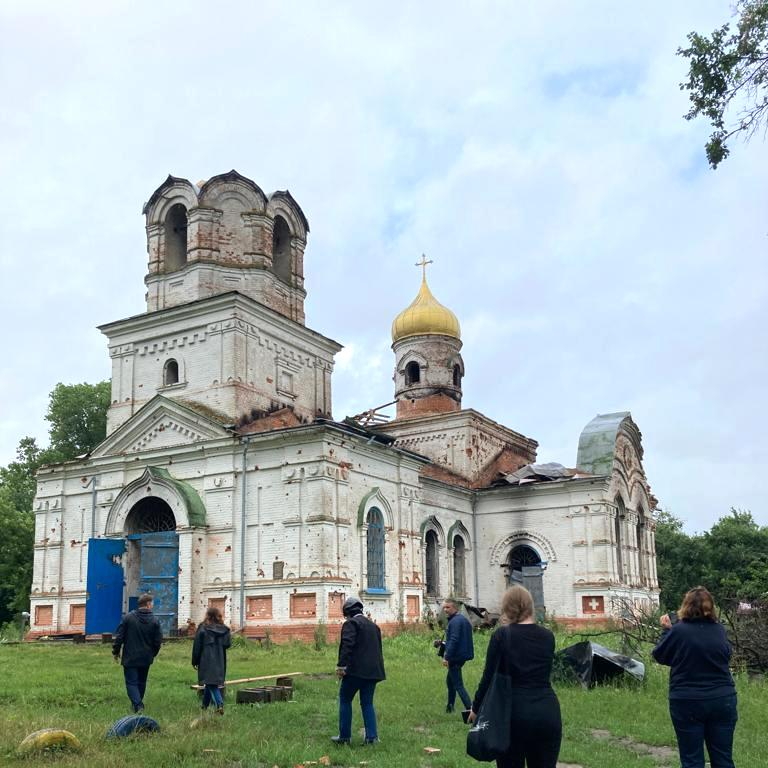
Himmelfahrtskirche Lukaschiwka (2022)

Die Himmelfahrtskirche (ukrainisch Вознесенська церква) ist das Gotteshaus von Lukaschiwka im Rajon Tschernihiw in der Ukraine. Das historische Bauwerk gehört zur Ukrainisch-Orthodoxen Kirche Moskauer Patriarchats und wurde im Frühjahr 2022 schwer beschädigt.

## Geschichte
Die erste bekannte Himmelfahrtskirche von Lukaschiwka wurde im Jahr 1781 erwähnt und war ein Holzbau. Sie wurde um das Jahr 1800 renoviert und 1861 um einen Glockenturm ergänzt. Anfang des 20. Jahrhunderts wurde diese Kirche abgerissen und durch einen Backsteinbau ersetzt, der im Jahr 1913 geweiht wurde. Die Sowjetunion ließ die Kirche schließen und nutzte sie als Lagerraum. Erst im Jahr 1988 konnte die Kirche wieder geöffnet und regelmäßig Gottesdienste abgehalten werden. Die Kirche stand bereits in sozialistischer Zeit als architektonisches Denkmal unter Denkmalschutz, wie eine Tafel an der Fassade vermeldet.
Im Jahr 2022 richtete sich der russische Überfall auf die Ukraine auch gegen die Hauptstadt Kiew. Laut Aussagen der Bewohner von Lukaschiwka richteten die von Norden kommenden russischen Truppen in und bei der Kirche ein Treibstoff- und Munitionsdepot ein. Bei der Wiedereroberung wurde das Gotteshaus schwer beschädigt, da durch den ukrainischen Beschuss der umstehenden Fahrzeuge, die teils Munition geladen hatten, die Kirche Feuer fing. Im Inneren fanden sich mehrere Leichen von Einwohnern der Gegend. Berichten zufolge richtete das russische Militär ein mobiles Krematorium und eine Folterkammer ein. Die Inneneinrichtung wurde komplett vernichtet. Bilder aus dem Inneren zeigten auch die Glocken auf der Erde liegend. Das Dach des Glockenturms sowie Teile des Dachstuhls wurden zerstört. Die Fenster wurden vernichtet, die Außenwände wiesen zahlreiche Einschüsse auf. Zudem stürzte ein Teil des Daches ein.

## Baubeschreibung
Der verputzte Backsteinbau entstand auf einem Grundriss, der an die Kreuzform angelehnt ist, diese aber variiert. So wurde Westfront verbreitert und auf eine Fortsetzung des Langhauses östlich der Kreuzarme verzichtet. Stattdessen schließt im Osten direkt eine Apsis an. Auf quadratischen Unterbauten sitzen sowohl die achtseitige Turmhaube als auch der runde Zwiebelturm. Auch bei der Stilwahl variierte man, so dass sie am ehesten eklektizistisch zu nennen ist: die Westturmfront wurde klassizistisch mit Dreiecksgiebel, Rundbogenportal, Zinnenfriesen, Pilastern und geometrischen Elementen gestaltet, die Giebel der Seitenarme hingegen barock. Die rundbogigen Fenster sind spitzbogig eingefasst, und zudem von Säulen und Pilastern umgeben. Dieser Stilmix ist typisch für die neorussische Architektur.